# رأس إفريقية
رأس إفريقية هو أحد الرؤوس على الساحل الشرقي للبلاد التونسية، وهو يقع في ولاية المهدية، محاذياً لمدينة المهدية. وقد بنى فيه أبو عبد الله محمد باشا عام 1595 م قلعة عثمانية تركية تعرف باسم «البرج الكبير». كما توجد به مقبرة تاريخية لسكان المدينة من أصل تركي.
| رأس إفريقية |